# Alaskacephale
Alaskacephale és un gènere de dinosaure paquicefalosàurid que va viure al Campanià tardà, al Cretaci superior, fa entre 80 i 70 milions d'anys. Com els altres paquicefalosaures, eren dinosaures ornitisquis herbívors amb cap en forma de cúpula, que van viure durant l'etapa Maastrichtiana del període Cretaci superior en el que ara és el nord d'Alaska. El gènere és un dels pocs dinosaures àrtics coneguts i es va trobar a la formació de Prince Creek, que conserva una gran varietat de fòssils. L'únic exemplar conegut, un os escatós, es va trobar el 1999 i es va descriure posteriorment el 2005. Tanmateix, Alaskacephale no va rebre el seu nom formal fins a l'any següent.